# Лесное (санаторий)
Санаторий «Лесное» — федеральное государственное учреждение, старейшее медицинское учреждение города Тольятти. Основное направление — противотуберкулезное лечение.

## История

### До 1917 г.

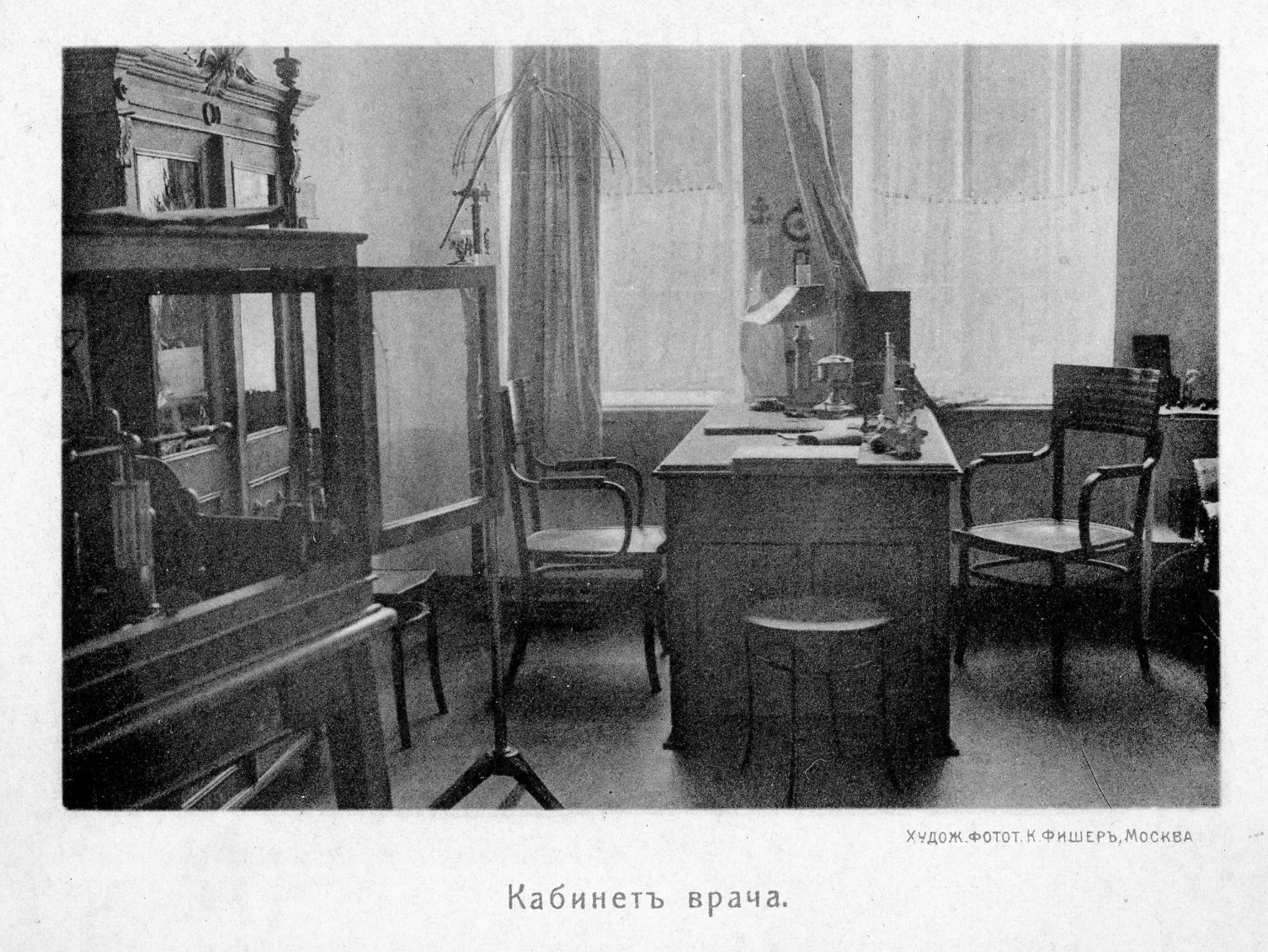
Кабинет врача санатория "Лесное"

Основан в 1910 г. ставропольским купцом и предпринимателем В. Н. Климушиным. Было построено двухэтажное здание из кирпича и брёвен, с печным отоплением. В газетах были даны объявления об открытии здравницы и «летняя кумысо-лечебная санатория „Лесное“» приняла первых больных туберкулёзом. Главным врачом санатория был назначен В. Н. Золотницкий, опытный практик и специалист по туберкулёзу, известный общественный деятель.

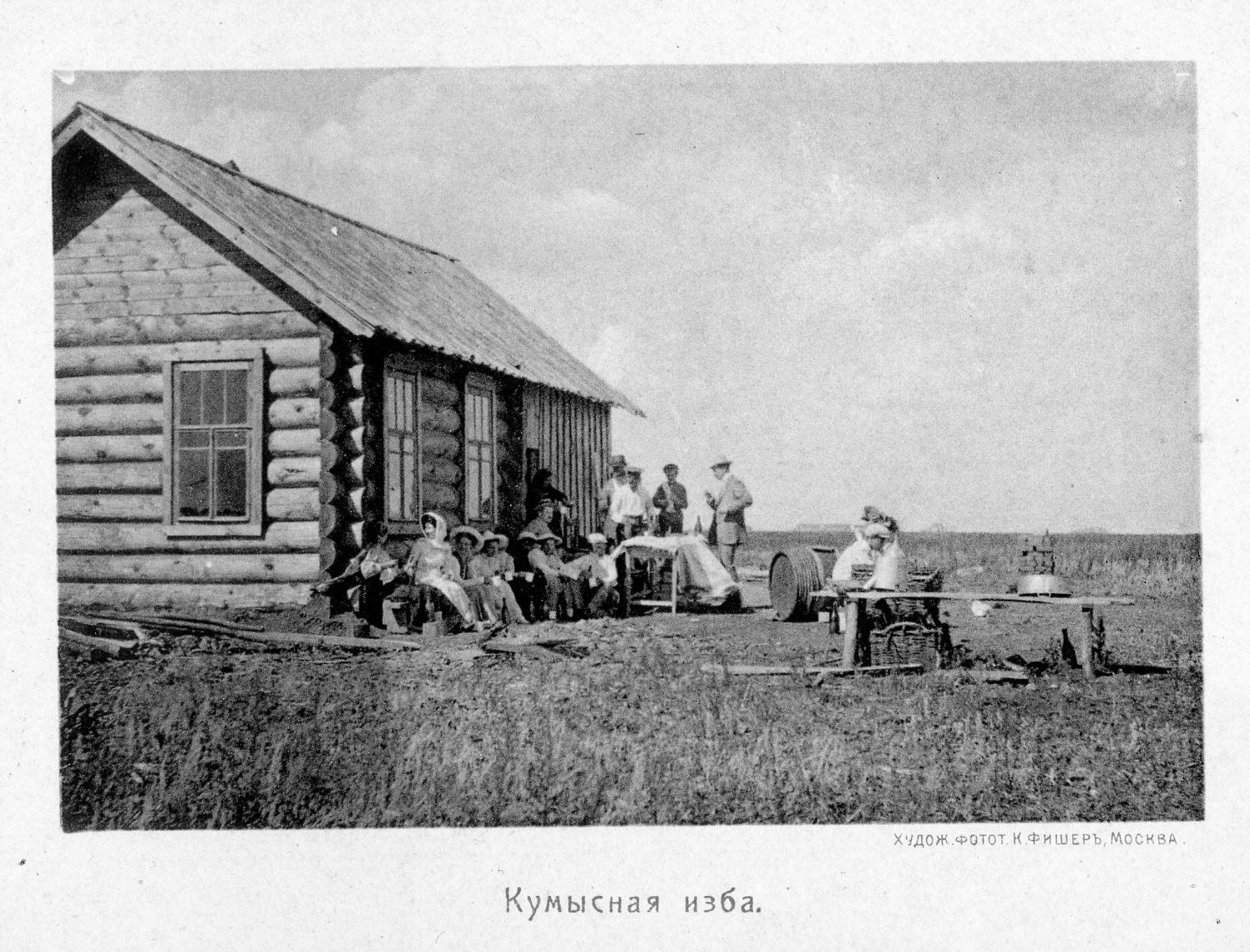
Кумысная изба при санатории "Лесное"

В санатории применялись передовые методы лечения: туберкулин, электризация, имелись лаборатории и солярий.
В степи, неподалёку от санатория, было организовано подсобное хозяйство, имевшее до двухсот лошадей, где получали кобылье молоко. Из него мастера санатория вырабатывали лечебный напиток — кумыс. За курортный сезон производили до 45 тысяч бутылок кумыса, который не только использовался в санатории, но и шёл на продажу.

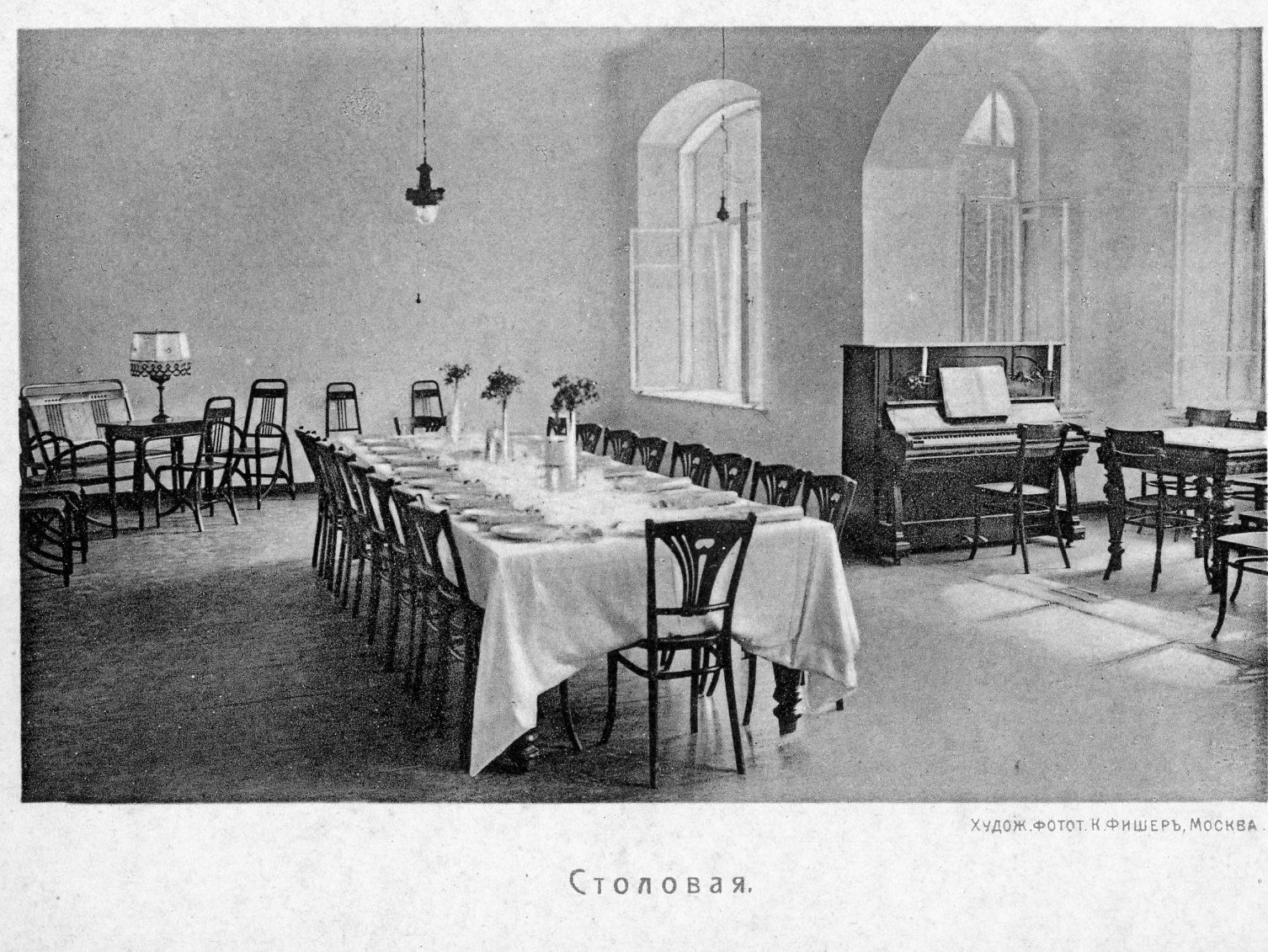
Столовая санатория

В «Лесное» приезжали со всей России, в основном состоятельные люди, так как плата за сезон равнялась 200 рублям серебром. Курорт приобрёл широкую известность, так что прибывали аристократы и из Турции и Франции. Санаторий был хорошо обустроен: цветники, скульптуры, фонтан, беседки. Имелось электрическое освещение, вода из артезианского колодца. Желающие могли заказать конный экипаж для прогулок. В 1913 году в санатории лечилась Инесса Арманд, в 1967 г. была установлена мемориальная доска с её именем, уже в наше время утерянная при ремонте здания.

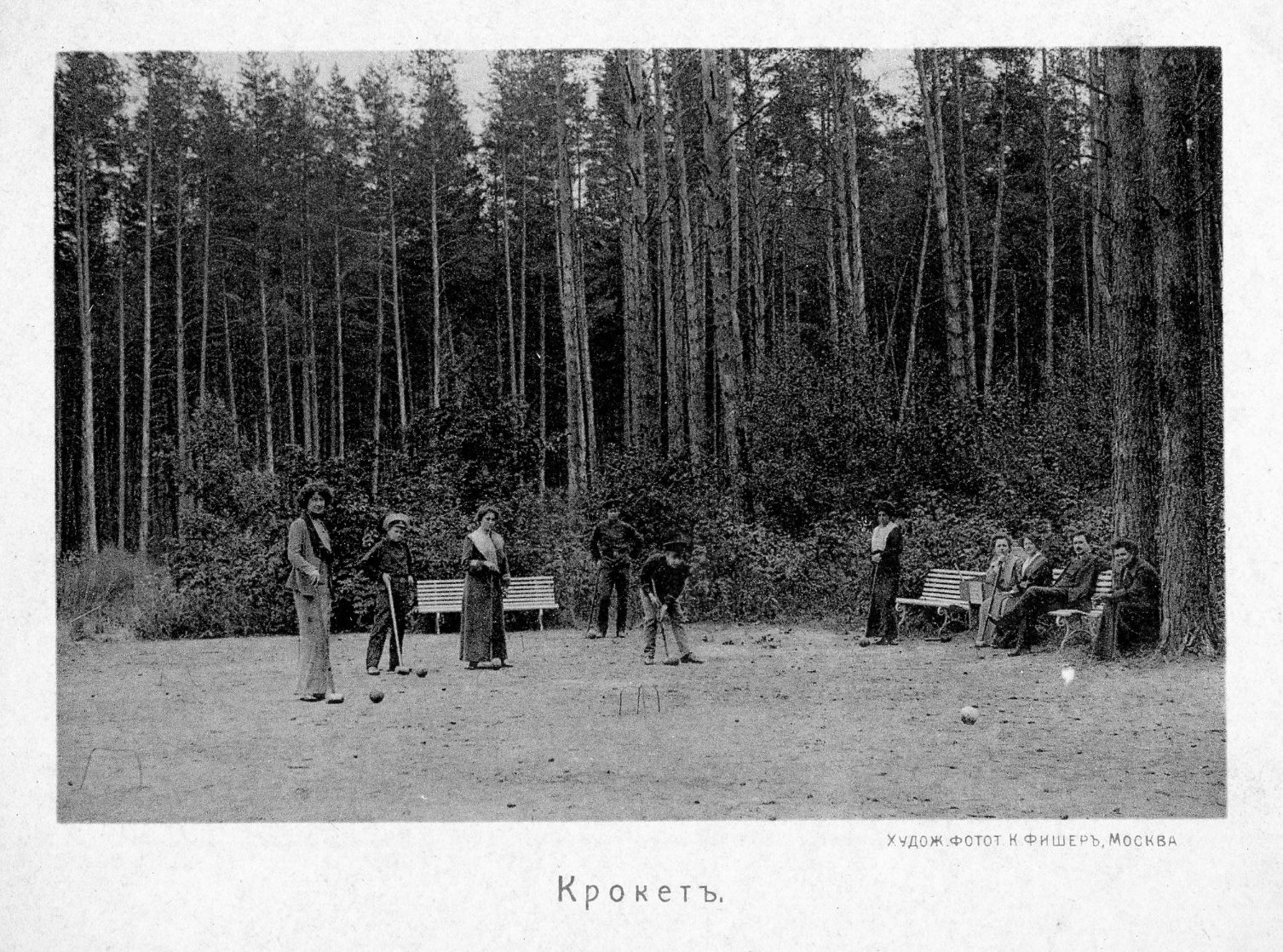
Крокет в санатории

В годы первой мировой войны санаторий использовался как госпиталь для лечения раненых солдат и офицеров.

### При Советской власти
В 1918 году частный санаторий был национализирован и передан в ве́дение Ставропольского уездного отдела здравоохранения. В 1920—1930-е гг., для которых были характерны вспышка и распространение туберкулёза по всей России, санаторий стал базой курировавших его московских клиник и был загружен до предела. Здесь разрабатывались методы оперативного лечения болезни и эффективного кумысолечения.
Во время Великой Отечественной войны в Ставрополь перевели Военный институт иностранных языков. Центр подготовки военных переводчиков находился в «Лесном». Руководил курсами генерал-лейтенант Н. Н. Биязи. Среди курсантов были С. Львов, Е. Ржевская, О. Трояновский, В. Этуш, А. Эшпай и другие. Многие стали известными писателями, дипломатами, артистами и композиторами. С 1941 по 1943 год было подготовлено две тысячи военных специалистов.
После войны санаторий вновь стал принимать больных по профилю. Работал он сезонно, только в летнее время, так в 1950 году смог принять около ста больных. В 1960-е годы санаторий перешёл на круглогодичный режим работы. Больные приезжали на лечение со всех уголков СССР.
В 1989 году был сдан современный семиэтажный корпус на 360 мест с пищеблоком, столовой, клубом, кинозалом и другими службами. А в 1988 году пожаром были уничтожены остатки старого здания, позднее они были реконструированы по проекту Н. Макаренко.

## Современный санаторий
Несмотря на нахождение в центре семисоттысячного Тольятти, санаторий находится в сосновом бору, недалеко от берега Волги. Здесь лечатся больные туберкулёзом из семидесяти регионов России. Основной метод лечения — лекарственные препараты, режим питания, кумыс.
Кумыс готовится из коровьего молока. Он несколько уступает по лечебным свойствам натуральному кобыльему кумысу. В 1996 г. на территории санатория появилась частная козья товарная ферма для обеспечения в лечебных целях козьим молоком находящихся в санатории туберкулезных больных и детей города.
Санаторий занимает 42 гектара соснового бора в 3-х километрах от Центрального района Тольятти. Сообщение с городом осуществляется автотранспортом санатория по асфальтированной дороге.
Фасад и окружающие ландшафты санатория ещё в 1993 году признаны памятником архитектуры и истории Самарской области, занесены в официальный реестр памятников Тольятти. Именно его изображение стало центральной композиционной основой на этикетке местного коньяка «Ставрополь на Волге»
В результате лесного пожара 30 июля 2010 года санаторий был временно закрыт, но 5 декабря 2010 г. возобновил свою работу.